# Зорница (област Кърджали)
Вижте пояснителната страница за други значения на Зорница.
Зорница е село в Южна България. То се намира в община Кърджали, област Кърджали.
Старото име на селото е Донгурлар.
Селото е със статут на заличено след 1957 г., когато всички села в община Дарец са изселени във връзка с построяването на язовир Студен кладенец.

## География
Село Зорница се намира в планински район, на брега на река Арда.

## Население
| Година  | Брой жители |
| ------- | ----------- |
| 1926 г. | 568 души    |
| 1934 г. | 578 души    |
| 1946 г. | 670 души    |
| 1956 г. | 435 души    |